# Bzencové z Markvartovic

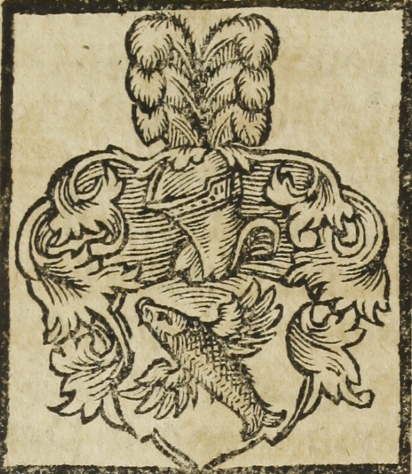
Erb Bzencůz Markvartovic (J. Willenberg, 1593)

Bzencové z Markvartovic byl šlechtický rod původem z Dolního Slezska, který měl své sídlo původně v Senicích (dnes Sienece v Polsku). Část Bzenec vzniklo počeštěním názvu Sienitz či Zenec. Predikát naopak rod odvozoval od obce Markvartovice na Hlučínsku.

## Historie
V 15. století došlo k rozvětvení rodu, přičemž hlavní větev si udržela statky v okolí rodového sídla – Rudelsdorf, Vogelgesang, Schildberg. Další větve v Dolním Slezsku poté přijali do svých přídomků Lapšice a Mankervice, které se nacházejí na sever od Vratislavi.
Na Opavsko se Bzencové dostali zásluhou výbojů Matyáše Korvína. Roku 1476 zakoupil Jindřich Bzenec při rozprodeji Panství Hlučín obce Markvartovice a Darkovičky. Se svojí manželkou Markétou Střelovnou z Chechla měl syna Jindřicha, který navíc zdědil Třebovice, Porubu a část Svinova. Jindřich byl účastníkem výprav polského krále Albrechta do Sedmihradska a Zikmunda do Ruska. Při další výpravě jej zajali Turci. Jindřichův syn Ondřej se stal přísedícím soudu v Kroměříži a roku 1586 hofrychtéřem. Díky svému majetku, jehož hodnota se odhadovala na 9 200 tolarů, se řadil k nejbohatším lidem na Opavsku. V roce 1592 byl jmenován zemským hejtmanem, ale už v roce 1593 byl na cestě mezi Opavou a Podvihovem zavražděn. Ačkoliv byl z vraždy obviněn Pertolt Tvorkovský z Kravař, nikdy se jí nepodařilo objasnit. Dne 30. března 1600 zemřel jeho bratranec Kryštof a větev rodu na Opavsku tak vymřela.

## Erb
Bzencové měli v erbu okřídlenou stříbrnou rybu v červeném štítě. V klenotu se nacházelo šest pštrosích per.